# Androlymnia incurvata
Androlymnia incurvata is een vlinder uit de familie uilen (Noctuidae). De wetenschappelijke naam van deze soort is voor het eerst geldig gepubliceerd in 1920 door Wileman & West.
De soort komt voor in tropisch Afrika.